# Hoplopyga miliaris
Hoplopyga miliaris är en skalbaggsart som beskrevs av Hippolyte Louis Gory och Achille Rémy Percheron 1833. Hoplopyga miliaris ingår i släktet Hoplopyga och familjen Cetoniidae. Inga underarter finns listade i Catalogue of Life.